# International Journal of Hygiene and Environmental Health
Das International Journal of Hygiene and Environmental Health, abgekürzt Int. J. Hyg. Environ. Health, ist eine wissenschaftliche Fachzeitschrift, die von dem Elsevier-Verlag im Auftrag der Gesellschaft für Hygiene, Umweltmedizin und Präventivmedizin veröffentlicht wird. Die Zeitschrift wurde 1883 unter dem Namen Archiv für Hygiene von Max von Pettenkofer gegründet. Im Jahr 1929 wurde der Name in Archiv für Hygiene und Bakteriologie erweitert. Im Jahr 1971 erfolgte eine Namensänderung in Zentralblatt für Bakteriologie, Parasitenkunde, Infektionskrankheiten und Hygiene, Abt. 1 Originale, Reihe B, der 1980 die Änderung in Zentralblatt für Bakteriologie, Mikrobiologie und Hygiene, Serie B folgte. Im Jahr 1989 wurde der Name auf Zentralblatt für Hygiene und Umweltmedizin gekürzt, im Jahr 1992 erfolgte die Fusion mit der Zeitschrift für die gesamte Hygiene und ihre Grenzgebiete: Arbeitsmedizin, Epidemiologie, Sozialmedizin, Umweltmedizin, die 1955 in der DDR gegründet worden war. Die bislang letzte Namensänderung erfolgte im Jahr 2000 in International Journal of Hygiene and Environmental Health. Die Zeitschrift erscheint derzeit mit sechs Ausgaben im Jahr. Es werden Arbeiten veröffentlicht, die sich mit epidemiologischen Aspekten der Umwelttoxikologie, dem Humanbiomonitoring und Infektionskrankheiten beschäftigen.
Der Impact Factor lag im Jahr 2014 bei 3,829. Nach der Statistik des ISI Web of Knowledge wird das Journal mit diesem Impact Factor in der Kategorie Infektionskrankheiten an 23. Stelle von 78 Zeitschriften und in der Kategorie Public Health, Arbeits- und Umweltmedizin an 18. Stelle von 162 Zeitschriften geführt.